# 葡萄適

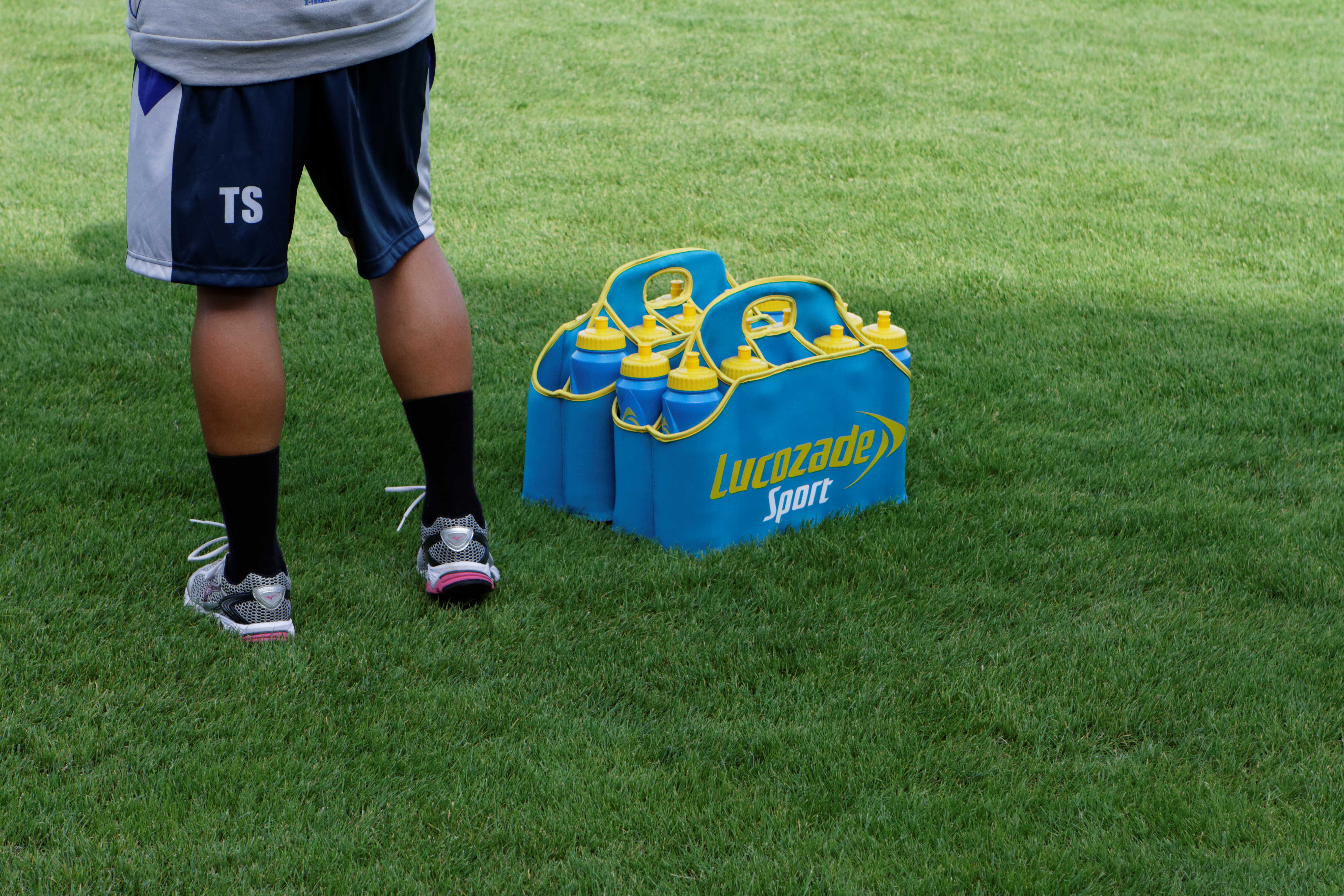
Lucozade Sport

葡萄適（英語：Lucozade）原為葛蘭素史克藥廠旗下產品，後售予三得利。該飲品於1927年由英國藥劑師Mr. Hunter發明並推出。其中的成份是葡萄糖，命名為葡萄適。該飲料還有葡萄適Xtra和葡萄適Sport，於2006年開始推出。

## 歷史
葡萄適最早起源於英國格洛斯特郡，由葛蘭素史克公司負責生產，創立人是藥劑師Mr. Hunter。第一次在1927年誕生，以提供那些常見的疾病，如感冒或流感和生病的來源。成為整個英國醫院最佳使用的藥製品。原名為Glucozade，於1929年改名為Lucozade（葡萄適）。2013年9月初，葛蘭素史克以13.5億英鎊把葡萄適與利賓納售予日本三得利公司。

## 效用
運動飲品常見的功效是提供由糖分造成的能量，提升耐力及表現能力。Matthew Thompson及其團隊2014年在牛津做了一個循證醫學研究，發現市面上431個聲稱運動飲品可改善表現的廣吿，大部分都沒有根據。在174個推銷葡萄適的廣吿中，只有兩三個所做的研究的質素較好，沒有太大偏差。另一方面，研究只在精英運動員身上做實驗，便聲稱所有飲用者的耐力會有所提高，這個說法並不中肯。
葡萄適被歸類為汽水，英國一名汽水協會發言人回應指，運動飲品能幫助人們在體育項目上爭取更佳表現，亦能更快地復原身體，可以鼓勵人們多做運動。
在1980年代及之前的葡萄適是玻璃樽裝，過往香港人到醫院探訪親朋時，也有帶備及將葡萄適送給入院親朋的習慣。

## 產品
- 葡萄適
- 葡萄適Xtra
- 葡萄適Sport
- 葡萄適Zero

## 外部連結
- 葡萄適英國官網
- 三得利（香港）
- 葡萄適 Lucozade HK的Facebook專頁